# Sinagoga din Madrid

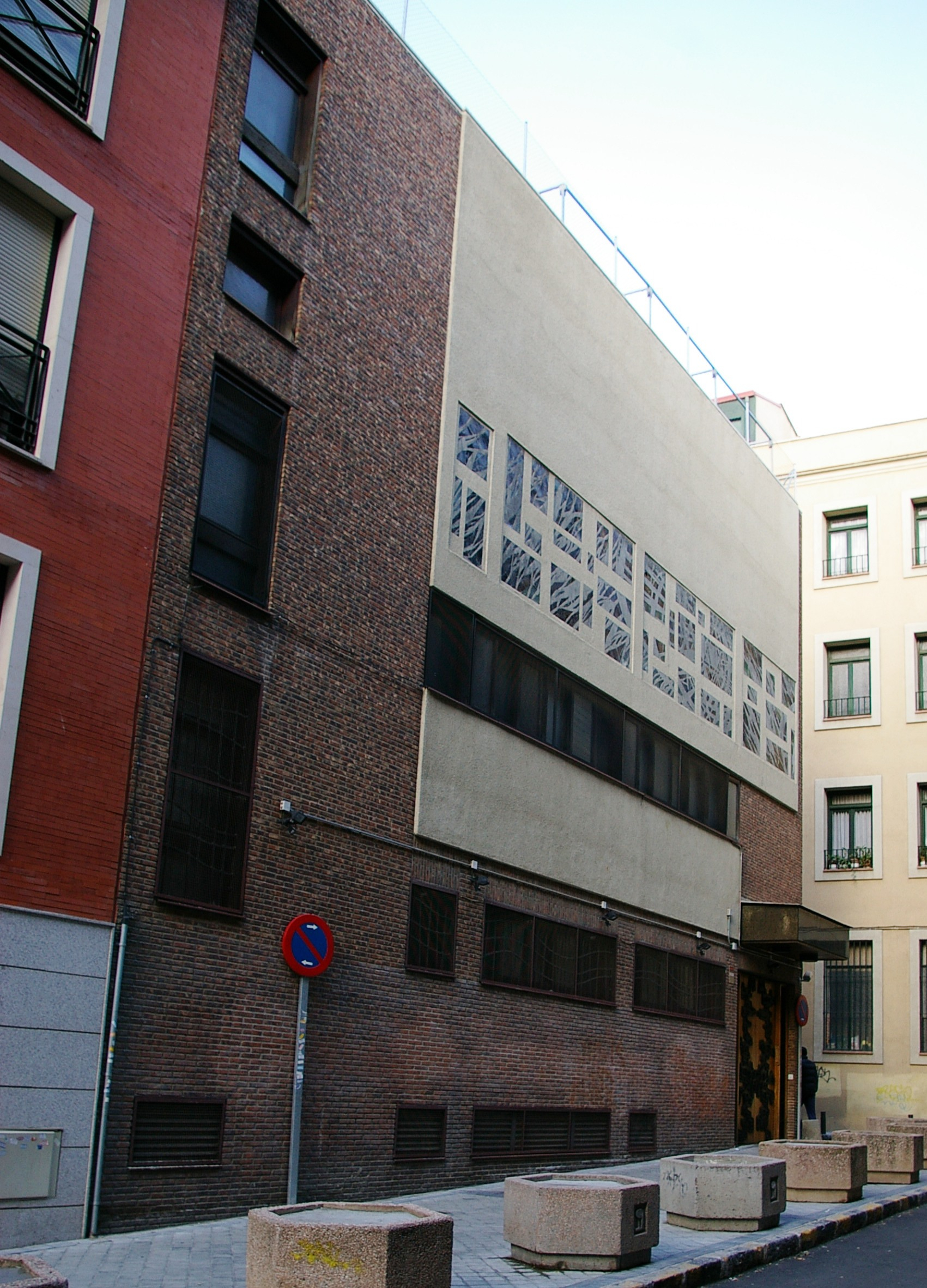
Sinagoga din Madrid în 2006

Sinagoga din Madrid este un lăcaș de cult evreiesc din Madrid. Ea a fost construită în 1968.

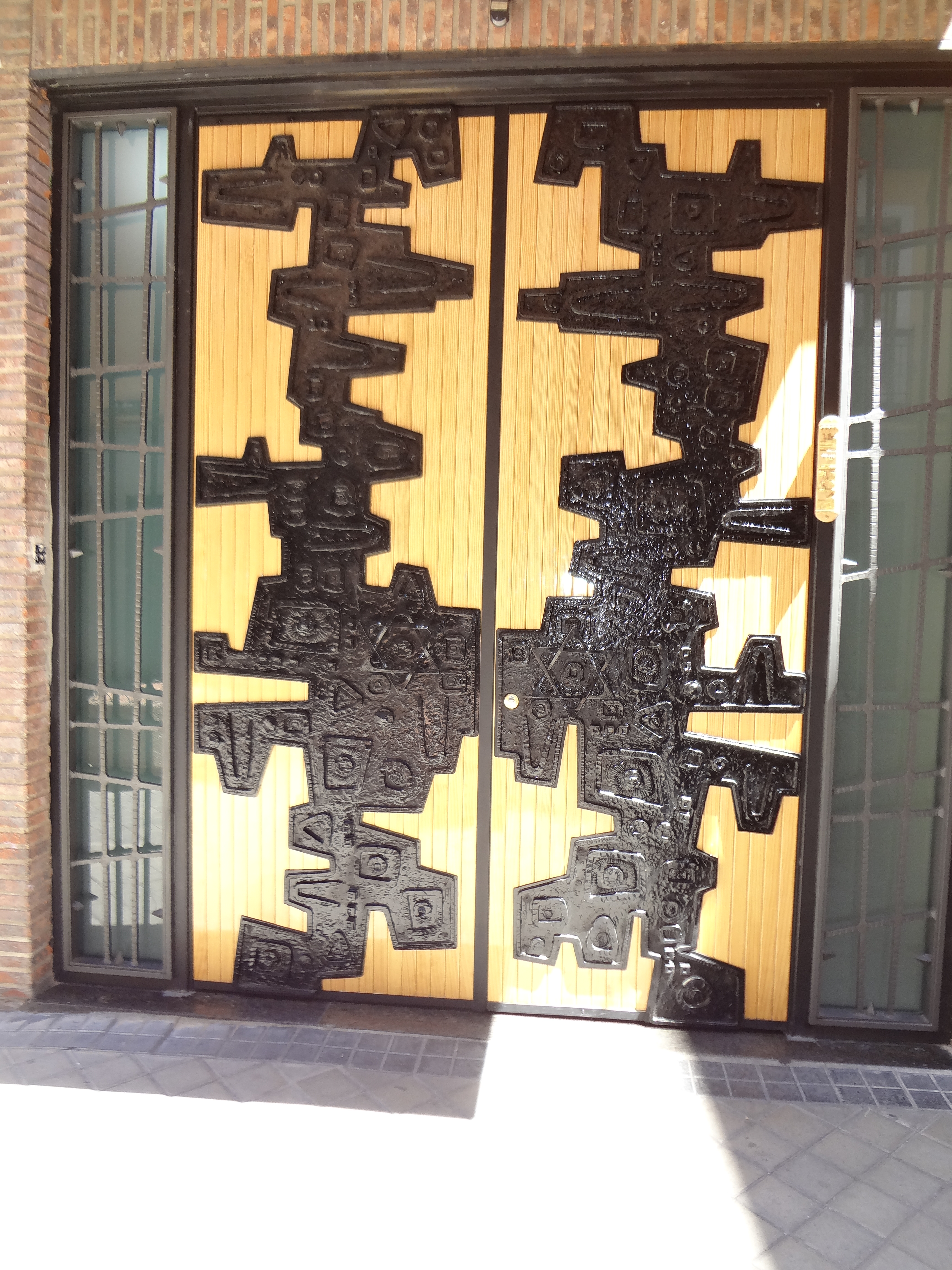
The Synagogue in 2014

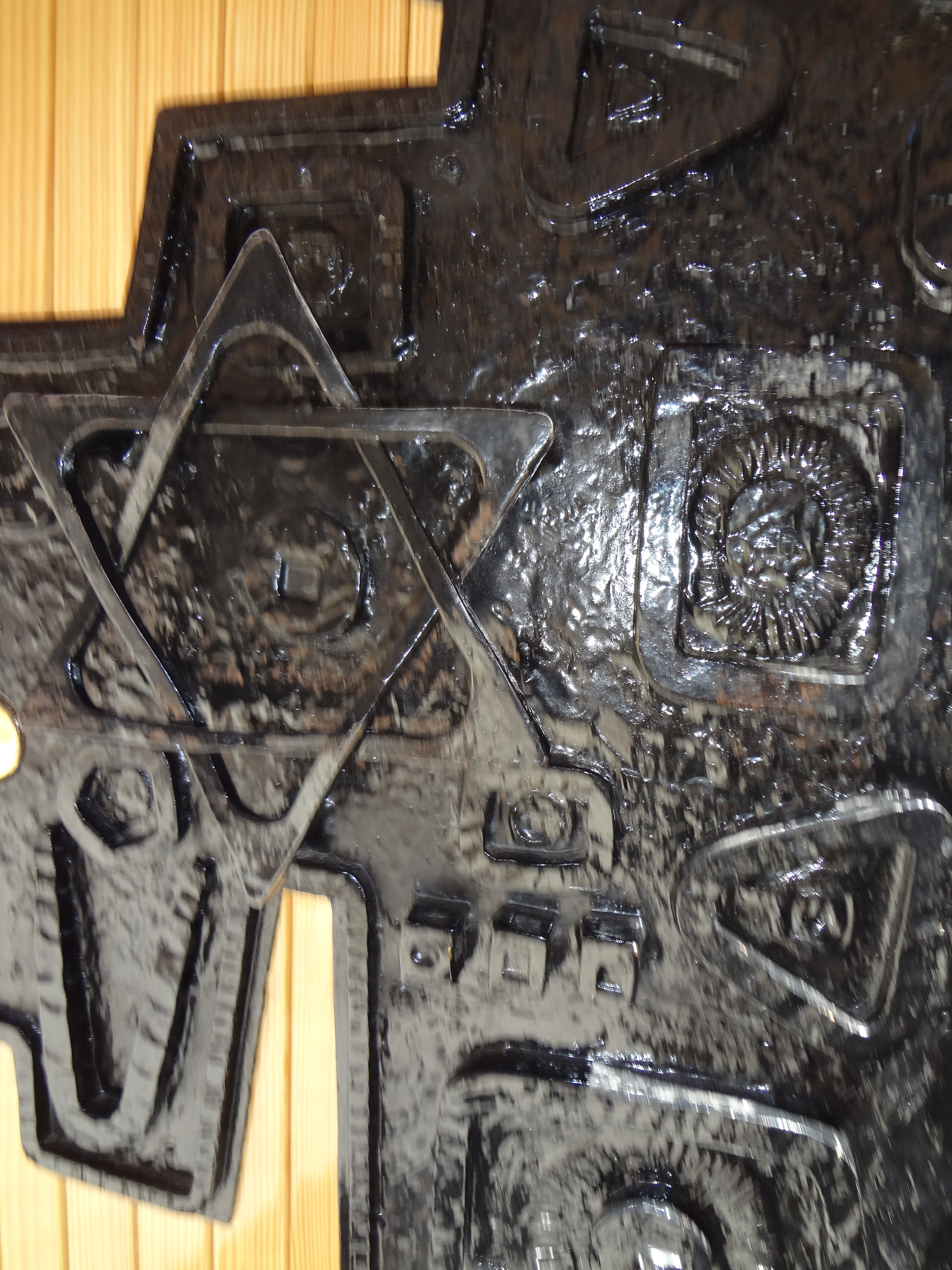
The Synagogue in 2014